# Riva di Solto

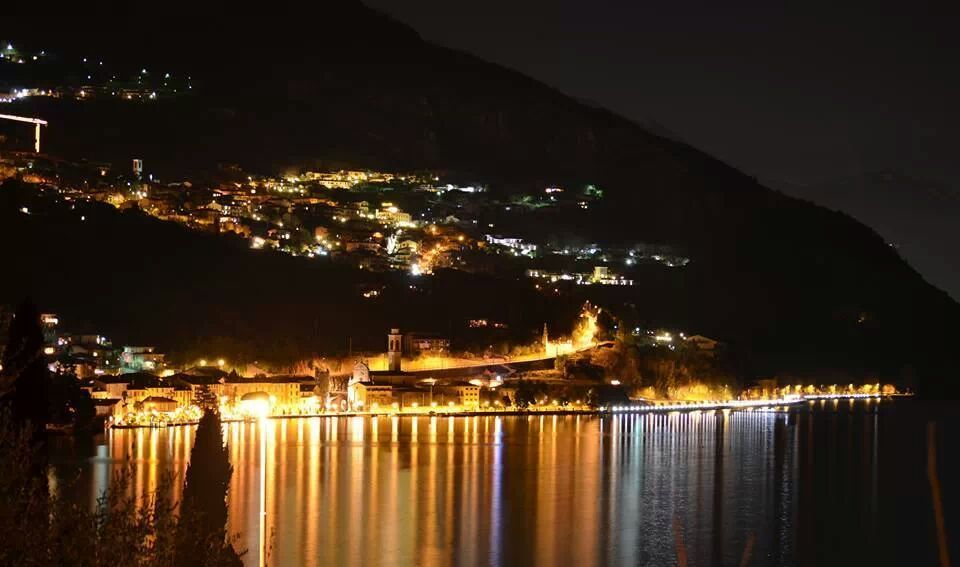
Riva di Solto bei Nacht

Riva di Solto ist eine norditalienische Gemeinde (comune) mit 851 Einwohnern (Stand 31. Dezember 2023) in der Provinz Bergamo in der Lombardei. Riva di Solto liegt an den westlichen Ufern des Lago d’Iseo und grenzt an die Provinz Brescia an der Strada Statale 469. Die Gemeinde liegt etwa 38 Kilometer in ostnordöstlicher Richtung von Bergamo entfernt. Nach Mailand sind es in etwa 80 Kilometer. 
Obwohl schon prähistorische Besiedlung nachweisbar ist, stammt eine urkundliche Erwähnung einer Besiedlung der Gegend aus dem Jahre 1055.
Heute lebt die Gemeinde vom Tourismus. 